# Walahar (Klari)
Walahar is een bestuurslaag in het regentschap Karawang van de provincie West-Java, Indonesië. Walahar telt 8590 inwoners (volkstelling 2010).